# Kung Pow
Pour plus de détails, voir Fiche technique et Distribution.
Kung Pow (Kung Pow: Enter the Fist) est une comédie sortie en 2002. Écrit et réalisé par Steve Oedekerk, le film utilise des extraits du film hongkongais de 1976 Tigre indomptable (en) (Tiger and Crane Fists).

## Synopsis
La légende dit que Bruce Lee a commencé son entraînement à l'âge de six ans. L'élu est réputé avoir commencé à l'entraîner alors qu'il n'était encore qu'un fœtus. Quand le légendaire Maître Méchant massacre sa famille, l'élu entreprend une quête pour venger la mort des siens… Sur son chemin, l'Élu va rencontrer Maître Tang, un maître très vieux et malade, Wimp Lo, un étudiant qu'on a mal entraîné pour s'amuser, et Ling, l'autre élève de Tang.

## Fiche technique
- Titre : Kung Pow
- Titre original : Kung Pow: Enter the Fist
- Réalisation : Steve Oedekerk
- Scénario : Steve Oedekerk
- Musique : Robert Folk
- Photographie : John J. Connor
- Montage : Paul Marshal
- Production : Tom Koranda, Paul Marshal et Steve Oedekerk
- Société de production : 20th Century Fox, O Entertainment et Twentieth Century Fox Animation
- Société de distribution : 20th Century Fox (États-Unis)
- Pays de production :  États-Unis et  Hong Kong
- Genre : Action et comédie
- Durée : 81 minutes
- Dates de sortie : 
  - États-Unis : 25 janvier 2002
  - France : 23 juillet 2002 (DVD)

## Distribution
- Steve Oedekerk (VF : Patrick Mancini) : L'élu

Dans le film original
- Fei Lung (VF : Jérôme Keen) : Maître méchant, alias Betty
- Hui Lou Chen (VF : Gilbert Levy) : Maître Tang
- Jennifer Tung (VF : Audrey Sourdive) : Whoa
- Leo Lee : jeune maître méchant
- Ling Ling Tse : Ling
- Lin Yan : Dying Ling
- Lau Kar-wing : Wimp Lo